# Azione di responsabilità
L'azione di responsabilità è, in termini generali, l'azione legale che consente di far valere in giudizio le inadempienze dei doveri imposti, per legge o per statuto, ai soggetti con compiti di amministrazione o di controllo all'interno di società di capitali o di società cooperative.
L'ordinamento italiano disciplina l'azione di responsabilità con riferimento alla società per azioni, ma la disciplina può essere estesa, in quanto compatibile, alle altre società di capitali.

## Soggetti nei cui confronti è esperibile l'azione
L'azione di responsabilità può essere proposta contro:
- i membri degli organi di amministrazione:
  - nel sistema tradizionale e nel sistema monistico, i membri del consiglio di amministrazione;
  - nel sistema dualistico, i membri del consiglio di gestione;
- i membri degli organi di controllo:
  - nel sistema tradizionale, i membri del collegio sindacale (o sindaco unico);
  - nel sistema dualista, i membri del consiglio di sorveglianza;
  - nel sistema monista, i membri del comitato per il controllo sulla gestione;
- gli organi delle procedure concorsuali:
  - nel fallimento, il curatore fallimentare;
  - nella liquidazione coatta amministrativa, il commissario liquidatore;
  - nell'amministrazione straordinaria, il commissario straordinario.

Un'ulteriore forma di azione di responsabilità è prevista contro la società o l'ente che esercita l'attività di direzione e coordinamento su un'altra società.
Era infine prevista un'azione di responsabilità nei confronti dei soggetti incaricati del controllo contabile (ex art. 2409-sexies, abrogato dall'art. 15, d.lgs. 39/2010).

## Azione di responsabilità contro gli amministratori
Possono proporre azione di responsabilità contro gli amministratori:
- la società, su delibera dell'assemblea o del collegio sindacale (o del consiglio di sorveglianza, o del comitato di controllo sulla gestione);
- i soci;
- i creditori sociali;
- gli organi delle procedure concorsuali (curatore fallimentare nel fallimento, commissario liquidatore nella liquidazione coatta amministrativa, commissario straordinario nell'amministrazione straordinaria).

Ex art. 2396, le disposizioni che regolano la responsabilità degli amministratori si applicano anche ai direttori generali in relazione ai compiti loro affidati, salve le azioni esercitabili in base al rapporto di lavoro con la società.

### Azione proposta dalla società
Ex art. 2393 cod. civ., l'azione di responsabilità contro gli amministratori è promossa:
- in seguito a deliberazione dell'assemblea, con i quorum costitutivi e deliberativi previsti per l'assemblea ordinaria;
- in seguito a deliberazione del collegio sindacale (nel sistema monista, del comitato di controllo sulla gestione), assunta con la maggioranza dei due terzi dei suoi componenti (nel sistema dualista, su deliberazione del consiglio di sorveglianza, assunta dalla maggioranza dei componenti, ex art. 2409-decies, comma 1).

La deliberazione concernente la responsabilità degli amministratori può essere presa in occasione della discussione del bilancio, quando si tratta di fatti di competenza dell'esercizio cui si riferisce il bilancio, anche se non è indicata nell'elenco delle materie da trattare.
L'azione può essere esercitata entro cinque anni dalla cessazione dell'amministratore dalla carica.
La deliberazione dell'azione di responsabilità importa la revoca dall'ufficio degli amministratori contro cui è proposta, purché sia presa con il voto favorevole di almeno il 20% del capitale sociale; in questo caso, l'assemblea provvede alla sostituzione degli amministratori.
La società può rinunziare all'esercizio dell'azione di responsabilità e può transigere, a condizione che:
- la rinunzia e la transazione siano approvate con espressa deliberazione dell'assemblea; e
- nelle società non quotate, non vi sia il voto contrario di una minoranza di soci che rappresenti almeno il 20% del capitale sociale;
- nelle società quotate, almeno il 5% del capitale sociale, o la misura prevista nello statuto per l'esercizio dell'azione sociale di responsabilità.

### Azione proposta dai soci
Ex art. 2393-bis, l'azione sociale di responsabilità può essere esercitata anche dai soci che rappresentino una certa quota del capitale sociale. In particolare, l'azione può essere esercitata:
- nelle società non quotate, dai soci che rappresentino almeno il 20% del capitale sociale o la diversa misura prevista nello statuto, comunque non superiore al terzo;
- nelle società quotate, dai soci che rappresentino il 2,5% del capitale sociale, o la minore misura prevista nello statuto.

I soci che intendono promuovere l'azione nominano, a maggioranza del capitale posseduto, uno o più rappresentanti comuni per l'esercizio dell'azione e per il compimento degli atti conseguenti.
In caso di accoglimento della domanda, la società rimborsa agli attori le spese del giudizio e quelle sopportate nell'accertamento dei fatti che il giudice non abbia posto a carico dei soccombenti o che non sia possibile recuperare a seguito della loro escussione.
I soci che hanno agito possono rinunciare all'azione o transigerla; ogni corrispettivo per la rinuncia o transazione deve andare a vantaggio della società. Può altresì rinunciare all'azione o transigerla la stessa società.
I soci possono altresì chiedere, in caso di gravi irregolarità nella gestione della società, che sia adottato provvedimento cautelare di revoca degli amministratori medesimi (art. 2476 c.c.).

### Azione proposta dai creditori sociali
Ex art. 2394, gli amministratori rispondono verso i creditori sociali per l'inosservanza degli obblighi inerenti alla conservazione dell'integrità del patrimonio sociale. L'azione può essere proposta dai creditori quando il patrimonio sociale risulta insufficiente al soddisfacimento dei loro crediti.
Se la società rinunzia ad esperire azione di responsabilità, i creditori possono comunque proporre l'azione; se la società transige, i creditori sociali possono impugnare la transazione soltanto con l'azione revocatoria, sempreché ne ricorrano gli estremi.

### Azioni di responsabilità promosse dagli organi delle procedure concorsuali
Ex art. 2394-bis, in caso di fallimento, liquidazione coatta amministrativa e amministrazione straordinaria le azioni di responsabilità contro gli amministratori spettano, rispettivamente, al curatore del fallimento, al commissario liquidatore e al commissario straordinario. La relativa disciplina è prevista, per i primi due casi, dalla legge fallimentare (rdl 267/1942); nell'ultimo caso dalla normativa relativa all'amministrazione straordinaria (d.lgs. 270/1999). Norme particolari sono poi previste dalla legislazione speciale (in materia bancaria, dal Testo Unico Bancario).
- Azione promossa dal curatore. Ex art. 146 legge fall., le azioni di responsabilità contro gli amministratori, i componenti degli organi di controllo, i direttori generali e i liquidatori sono esercitati dal curatore previa autorizzazione del giudice delegato, sentito il comitato dei creditori.
- Azione promossa dal commissario liquidatore. Ex art. 206 legge fall., l'azione di responsabilità contro gli amministratori e i componenti degli organi di controllo dell'impresa in liquidazione è esercitata dal commissario liquidatore, previa autorizzazione dell'autorità che vigila sulla liquidazione.
- Azione promossa dal commissario straordinario. Si applicano le disposizioni previste per la liquidazione coatta amministrativa con riferimento al commissario liquidatore, in quanto compatibili (ex art. 36, d.lgs. 270/1999). Vi sono tuttavia norme speciali per l'amministrazione straordinaria delle banche (art. 72, comma 5, TUB).

### Azione individuale del socio e del terzo
Ex art. 2395 c.c., le disposizioni che regolano l'azione di responsabilità contro gli amministratori non pregiudicano il diritto al risarcimento del danno spettante al singolo socio o al terzo, quando essi siano stati direttamente danneggiati da atti colposi o dolosi degli amministratori. L'azione può essere esercitata entro cinque anni dal compimento dell'atto che ha pregiudicato il socio o il terzo.
In ogni caso, i soci hanno due ulteriori strumenti per far valere i loro diritti: la denunzia al collegio sindacale e la denunzia al tribunale.
- Denunzia al collegio sindacale. Ex art. 2408, ogni socio può denunziare i fatti che ritiene censurabili al collegio sindacale, il quale deve tener conto della denunzia nella relazione all'assemblea. Il collegio sindacale deve indagare senza ritardo sui fatti denunziati e presentare le sue conclusioni ed eventuali proposte all'assemblea se la denunzia è fatta da tanti soci che rappresentino il 5% del capitale sociale, o il 2% nelle società quotate (ma lo statuto può prevedere per la denunzia percentuali minori di partecipazione). Il collegio deve altresì convocare l'assemblea qualora ravvisi fatti censurabili di rilevante gravità e vi sia urgente necessità di provvedere.
- Denunzia al tribunale. Ex art. 2409, se vi è fondato sospetto che gli amministratori, in violazione dei loro doveri, abbiano compiuto gravi irregolarità nella gestione che possono arrecare danno alla società o a una o più società controllate, i soci che rappresentano il 10% del capitale sociale o, nelle società quotate, il 5% del capitale sociale (o comunque la minor percentuale prevista dallo statuto), possono denunziare i fatti al tribunale.

### Azione promossa dal commissario giudiziario
Tra i soggetti legittimati a proporre l'azione di responsabilità rientra anche l'amministratore giudiziario nominato a seguito di denunzia al tribunale.

## Azione di responsabilità contro i sindaci
Ex art. 2407, i sindaci sono responsabili solidalmente con gli amministratori per i fatti o le omissioni di questi, quando il danno non si sarebbe prodotto se essi avessero vigilato in conformita degli obblighi della loro carica.
All'azione di responsabilità contro i sindaci si applicano, in quanto compatibili, le disposizioni relative all'azione sociale di responsabilità e all'azione individuale proposta dal singolo socio o terzo.

## Azione di responsabilità contro gli organi delle procedure concorsuali
Quando è in atto una procedura concorsuale, curatore fallimentare, commissario liquidatore e commissario straordinario possono essere non solo legittimati attivi alla proposizione dell'azione di responsabilità, ma anche legittimati passivi; anche in questo caso, la relativa disciplina è prevista dalla legge fallimentare, dalla normativa in tema di amministrazione straordinaria e dalla legislazione speciale (Testo Unico Bancario).
- Azione contro il curatore fallimentare.
- Azione contro il commissario liquidatore.
- Azione contro il commissario straordinario.

## Azione di responsabilità nei gruppi
Ex art. 2497, le società o gli enti che, esercitando attività di direzione e coordinamento di società, agiscono nell'interesse imprenditoriale proprio o altrui in violazione dei princìpi di corretta gestione societaria e imprenditoriale delle società medesime, sono direttamente responsabili nei confronti dei soci di queste per il pregiudizio arrecato alla redditività ed al valore della partecipazione sociale, nonché nei confronti dei creditori sociali per la lesione cagionata all'integrità del patrimonio della società.
Il socio ed il creditore sociale possono agire contro la società o l'ente che esercita l'attività di direzione e coordinamento, solo se non sono stati soddisfatti dalla società soggetta alla attività di direzione e coordinamento.

## Responsabilità dei revisori legali e delle società di revisione
Ex art. 15, d.lgs. 39/2010, i revisori legali e le società di revisione legale rispondono in solido tra loro e con gli amministratori nei confronti della società che ha conferito l'incarico di revisione legale, dei suoi soci e dei terzi, per i danni derivanti dall'inadempimento ai loro doveri. Nei rapporti interni tra i debitori solidali, essi sono responsabili nei limiti del contributo effettivo al danno cagionato.
Il responsabile della revisione e i dipendenti che hanno collaborato all'attività di revisione contabile sono responsabili, in solido tra loro, e con la società di revisione legale, per i danni conseguenti da propri inadempimenti o da fatti illeciti nei confronti della società che ha conferito l'incarico e nei confronti dei terzi danneggiati. Essi sono responsabili entro i limiti del proprio contributo effettivo al danno cagionato.
L'azione di risarcimento nei confronti dei responsabili si prescrive nel termine di cinque anni dalla data della relazione di revisione sul bilancio d'esercizio o consolidato emessa al termine dell'attività di revisione cui si riferisce l'azione di risarcimento.
Prima dell'entrata in vigore di questa disposizione, si applicava l'art. 2409-sexis c.c., che sottoponeva l'azione di responsabilità nei confronti dei soggetti incaricati della revisione contabile alle condizioni previste per l'esercizio dell'azione contro i sindaci. Il mancato richiamo a tali condizioni semplifica l'esercizio dell'azione da parte della società e dei creditori sociali.

## Norme speciali relative alle banche

### Banche in regime di amministrazione straordinaria
Ex art. 72, comma 5, del TUB, l'esercizio dell'azione sociale di responsabilità contro i membri dei disciolti organi amministrativi e di controllo ed il direttore generale, nonché dell'azione contro il soggetto incaricato della revisione legale dei conti o della revisione, spetta ai commissari straordinari, sentito il comitato di sorveglianza, previa autorizzazione della Banca d'Italia. Gli organi succeduti all'amministrazione straordinaria proseguono le azioni di responsabilità e riferiscono alla Banca d'Italia in merito alle stesse.
Il testo unico bancario dedica due disposizioni alla responsabilità civile degli organi straordinari dell'amministrazione straordinaria delle banche:
- in base all'art. 72, co. 4, i componenti degli organi straordinari sono personalmente responsabili dell'inosservanza delle prescrizioni eventualmente loro impartite dalla Banca d'Italia (lo stesso vale per gli organi della liquidazione coatta amministrativa, secondo l'art. 84, co. 3);
- in base all'art. 72, co. 9, la responsabilità dei commissari e dei membri del comitato di sorveglianza per gli atti compiuti nell'espletamento dell'incarico è limitata ai casi di dolo o colpa grave e, inoltre, le azioni civili nei loro confronti sono promosse previa autorizzazione della Banca d'Italia (ciò si applica anche nei confronti del commissario provvisorio, ex art. 71, co. 5; dei commissari liquidatori, ex artt. 84, co. 6 e 92, co. 8; del commissario in temporaneo affiancamento, ex art. 75-bis, co. 2). Tale responsabilità sussiste anche in caso di gruppo bancario (art. 100, co. 1).

"Invertendo il precedente consolidato orientamento della giurisprudenza amministrativa, recentemente il Tar Lazio [, sez. II bis, (sent. 1770/2020)] ha ritenuto, oltre che rilevante, non manifestamente infondata la questione di legittimità costituzionale relativa all'art. 72, comma 9º, del t.u.b., nella parte in cui subordina l'esperibilità dell'azione di responsabilità nei confronti dei commissari straordinari, della banca in amministrazione straordinaria, alla previa autorizzazione della Banca d'Italia".

### Banche soggette a programma di risoluzione
Ex art. 35, comma 3, del d.lgs 180/2015, nelle banche soggette a programma di risoluzione:
- l'azione sociale di responsabilità;
- l'azione dei creditori sociali contro i membri degli organi amministrativi e di controllo e il direttore generale;
- l'azione contro il soggetto incaricato della revisione legale dei conti;
- l'azione del creditore sociale contro la società o l'ente che esercita l'attività di direzione e coordinamento;

sono esperibili soltanto dai commissari speciali, sentito il comitato di sorveglianza, previa autorizzazione della Banca d'Italia. In mancanza di loro nomina, l'esercizio dell'azione spetta al soggetto a tal fine disegnato dalla Banca d'Italia.
Questa previsione ha suscitato diverse critiche, nella parte in cui impedisce ai creditori sociali l'esercizio dell'azione di responsabilità. Contro questa conclusione si è obiettato che la medesima preclusione è già prevista dall'art. 2394-bis del codice civile per i casi di fallimento, liquidazione coatta amministrativa e amministrazione straordinaria. Tuttavia, mentre fallimento, liquidazione coatta amministrativa e amministrazione straordinaria sono qualificate come procedure concorsuali, già in sé rivolte a soddisfare le pretese creditorie, la risoluzione delle banche non è espressamente qualificata come tale, bensì si configura come una procedura di gestione della crisi.